# È Live Brescia.TV
È Live Brescia è un canale televisivo di proprietà di 16media S.r.l., che trasmette sul canale 181 del digitale terrestre. Si occupa di pubblicare notizie aggiornate in tempo reale su Brescia e provincia. Ha sede a Brescia, in via del Sebino.

## Storia
Nasce il 3 luglio 2017, in sostituzione di Brescia Punto TV, emittente nata nel settembre del 2003 dalle ceneri di West Garda Tv, che negli ultimi tempi usciva con il più noto marchio di Garda TV.

### Periodo Athesis
Nel 2003, il gruppo editoriale Athesis con a capo TeleArena di Verona rileva l'emittente locale con sede a Padenghe sul Garda e sposta gli studi a Brescia, nei locali che in precedenza ospitavano le rotative del quotidiano Bresciaoggi. Del gruppo fanno parte anche le emittenti televisive TeleArena e Telemantova, nonché i quotidiani Bresciaoggi, L'Arena di Verona e il Giornale di Vicenza, oltre all'emittente radiofonica Radio Verona. Della raccolta pubblicitaria sui canali e quotidiani del gruppo, si occupa la concessionaria PubliAdige.

### Periodo TeleColor
Nell'ottobre 2015, l'emittente Brescia Punto TV viene ceduta al gruppo TeleColor, che ne acquisisce parte dei dipendenti e le frequenze terrestri in Provincia di Brescia e di Verona. Dal 31 dicembre 2015, l'emittente cambia logo, sostituendo al simbolo che contraddistingue il gruppo Athesis, un punto, già presente in passato nel logo del canale.
Il 30 dicembre 2016 è stato siglato il passaggio della frequenza UHF 32 al Gruppo Rabizzi (Super TV), che dal maggio 2017 ne riduce drasticamente la copertura terrestre, lasciando scoperte parecchie zone storicamente raggiunte dal segnale dell'emittente.
Con l'inizio del 2017, trasferisce i suoi studi dalla sede di Bresciaoggi negli ex studi di Primarete situati all'interno del grattacielo Crystal Palace.

### Periodo È Live
Dal giugno 2017, Brescia Punto TV è passata sotto il controllo del gruppo editoriale È Live di Roma, che a partire dal 3 luglio 2017 ne cambia il nome in È Live Brescia.TV, continuando a trasmettere dalla nuova sede e mantenendo in onda gli storici programmi del canale.
Dal mese di ottobre 2017, l'emittente inizia a essere trasmessa anche sul Mux Teletutto, sulla frequenza UHF 42 in Provincia di Brescia e zone limitrofe per poi abbandonare la frequenza UHF 32 con l'inizio del 2018.
Dal 1º dicembre 2017 lascia gli ex studi di Primarete, per una nuova sede in via Malta. Dall'estate 2022 la sede principale e gli studi si trovano in via del Sebino.

## Programmi
Offre un palinsesto di tipo generalista che privilegia l'informazione locale attraverso l'È Live TG, ma anche trasmissioni di attualità e calcio con rubriche in diretta e l'attenzione a eventi che interessano direttamente la città e la provincia di Brescia, come la Mille Miglia e il Brescia Pride.
L'attuale palinsesto comprende i seguenti programmi:

### Informazione
- È Live TG - Realizzato dalla redazione copre tutti gli avvenimenti del territorio.
- È Live TG 7 Giorni - Sintesi delle notizie della settimana.
- È Live Mattino - La mattina dalle 6 alle 9 una sintesi delle notizie.
- È Focus - Gli approfondimenti di Èlive con le interviste integrali.
- Sette & Mezzo - Interviste e approfondimenti a cura di Paolo Bollani.
- Prisma - Il settimanale politico per analizzare una notizia con gli ospiti in studio.
- L'economia è di casa - Venti minuti one to one con i protagonisti dell'economia bresciana.
- Meteo - Previsioni del tempo a cura di 3B Meteo.

### Sport
- Diretta Stadio - Tutte le partite del Brescia Calcio vissute in diretta.
- È Atlantide -  Ogni mercoledì la sintesi della partita dell'Atlantide Pallavolo Brescia.
- Mille miglia - In diretta minuto per minuto l'appuntamento annuale con la storica gara automobilistica.

### Intrattenimento e cultura
- Brescia tra le righe - Rubrica dedicata alla lettura con autori bresciani, in collaborazione con l'associazione Brescia si legge.
- La Brescia bella - Alla scoperta del terzo settore, del ricco mondo del sociale bresciano.

## Controversie
All'inizio del 2018 l'editore, Europalive srl, su indicazione del Direttore, Paolo Bollani, inizia una ristrutturazione aziendale con l'obiettivo di ridurre le perdite che da anni e dalle precedenti gestioni si trascinano e propone ad alcuni giornalisti in organico una riduzione di orario e, conseguentemente di stipendio, mantenendo però inalterata la loro posizione all'interno dell'azienda. Proposta respinta dai diretti interessati e che ha, quindi, costretto l'editore alla risoluzione del loro rapporto di lavoro.
Già tre anni prima Paolo Bollani insieme al suo socio (e Amministratore Unico di Europalive srl) Luca Singer, avevano portato al fallimento di È Live Roma.TV (una speculare con sede a Roma di È Live Brescia.TV) a causa di operazioni finanziarie azzardate, lasciando i suoi dipendenti senza lavoro, con alcuni stipendi arretrati e senza aver ricevuto il TFR. Gli ex-dipendenti di È Live Roma.TV hanno spesso denunciato il sospetto che la disponibilità economica del gruppo fosse stata utilizzata per acquistare la nuova emittente bresciana. Dichiarato il fallimento di Europalive e la chiusura dell'emittente romana, Paolo Bollani cede la sua quota di È Live Brescia.TV  e la sua relativa frequenza televisiva a vari soggetti (tra questi appare anche suo marito) per non essere perseguibile economicamente avendo gli ex-dipendenti avviato una causa legale, ma rimanendo però sempre lui l'amministratore di fatto.
Durante la preparazione dei documenti per l'iter legale da parte degli ex-dipendenti del gruppo editoriale È Live contro l'azienda, si scopre che Luca Singer avrebbe pochi mesi prima nominato un prestanome come nuovo Amministratore Unico. Dopo una breve parentesi lavorativa presso l'agenzia di stampa Agenzia Nova (della quale suo padre Enrico Singer era stato nominato Direttore nel 2018) inizia a lavorare presso l'Ufficio Stampa della Regione Lazio.
Il 20 Giugno 2022 il Tribunale Ordinario di Brescia dichiara aperta la procedura di liquidazione del patrimonio a carico di Paolo Bollani